# Засоби вимірювання
Засіб вимірювань (ЗВ) — технічний засіб, що використовується при вимірах і має нормовані метрологічні характеристики.

## Класифікація засобів вимірювань
Метрологічними називаються характеристики, що впливають на результат і похибку вимірювання. Вони входять до складу технічних характеристик, що визначають інші властивості засобів вимірювань (діапазони частот, габаритні розміри, вид елементів живлення). 
Під нормуванням метрологічних характеристик розуміється кількісне задання певних номінальних значень і допустимих відхилень від цих значень.
За технічним призначенням засоби вимірювань поділяються на шість видів: міри, вимірювальні перетворювачі, вимірювальні прилади, допоміжні засоби вимірювань, вимірювальні установки та вимірювальні системи. Найбільш численною групою засобів вимірювань є вимірювальні прилади і перетворювачі, які узагальнено називаються вимірювальними пристроями (ВП).
Міра — засіб вимірювань, призначений для відтворення фізичної ве-личини заданого розміру. Міра, яка відтворює ряд однойменних величин різного розміру, називається багатозначною. Часто використовується набір мір — спеціально підібраний комплект мір, що застосовуються не тільки окре-мо, але і в різних поєднаннях для відтворення ряду однойменних величин різного розміру.
Вимірювальний прилад — засіб вимірювань, призначений для формування сигналу вимірювальної інформації у формі, доступній для безпосереднього сприйняття спостерігачем. Вимірювальні прилади бувають аналогові і цифрові, що показують і реєструють.
Вимірювальний перетворювач — засіб вимірювань, призначений для вироблення сигналу вимірювальної інформації, зручного для передачі, подальшого перетворення, обробки та зберігання, але не піддається безпосередньому сприйняттю спостерігачем. Первинним називається перетворювач, який є першим в електричному ланцюзі і до якого безпосередньо підводиться вимірювана величина. Передавальний вимірювальний перетворювач призначений для дистанційної передачі сигналу вимірювальної інформації; масштабний вимірювальний перетворювач — для зміни вимірюваної величини в задане число раз.
Допоміжний засіб вимірювань — засіб вимірювання величин, що впливає на метрологічні властивості іншого засобу вимірювань при його застосуванні.
Вимірювальна установка — сукупність функціонально об'єднаних засобів вимірювань (мір, вимірювальних перетворювачів) і допоміжних пристроїв, призначена для вироблення сигналів вимірювальної інформації у формі, зручній (для автоматичної обробки, передачі і використання в АСУ) для безпосереднього сприйняття спостерігачем і розташована в одному місці .
Вимірювальна система — сукупність засобів вимірювань (мір, вимірювальних приладів, вимірювальних перетворювачів) і допоміжних пристроїв з'єднаних між собою каналами зв'язку, призначена для вироб-лення сигналів вимірювальної інформації у формі зручній для автоматичної обробки, передачі і використання в АСУ.
В силу великої різноманітності ЗВ класифікують за різними ознаками: — за використовуваними фізичними процесами ЗВ поділяють на механічні, електромеханічні, електронні, оптоелектронні і т.п .; — за фізичною природою вимірюваної величини розрізняють вольтметри, амперметри, термометри, манометри, рівнеміри, вологоміри і т.д .; — за видом вимірюваної величини або сигналу вимірювальної інформації, а також за способом обробки сигналу прилади поділяються на аналогові і цифрові.
В аналогових ЗВ показання є безперервною функцією вимірюваної величини, тобто можуть так само, як і вимірювана величина, приймати нескінченну безліч значень. При цьому вони бувають неперервними або перервними, тобто розрізняють ЗВ безперервної і дискретної дії.
У цифровому ЗВ безперервна за розміром і в часі величина перетворюється в дискретну, квантується, кодується і цифровий код відображається на цифровому відліковому пристрої. В результаті показання цифрового ЗВ є дискретними в часі і квантованими за розміром, тобто можуть приймати лише кінцеве число значень.
У самописних ЗВ (що є аналоговими) показання вимірюваних значень величини записуються у вигляді графіка осцилограми, що показує зміну значення величини в часі. У друкуючих ЗВ (що є цифровими) результати вимірювань друкуються в цифровій формі.
Аналогові показуючі пристрої електронних приладів зазвичай являють собою електромеханічний перетворювач і аналоговий кінцевий пристрій. Як покажчик використовуються або стрілка, або промінь світла.
За структурним принципом розрізняють ЗВ прямої дії (перетворення); в яких реалізується метод безпосередньої оцінки, вимірювальні пристрої, робота яких заснована на методі порівняння.
За структурними ознаками ЗВ також можна класифікувати за кількістю каналів і з темпоральною послідовністю перетворень вхідних сигналів.
За точністю ЗВ ділять на зразкові, використовувані для повірки інших ЗВ і затверджені зразковими, і робочі, використовувані безпосередньо в практичних вимірах.
За частотним діапазоном ЗВ ділять на низькочастотні (НЧ), високочастотні (ВЧ) і надвисокочастотні (НВЧ), по ширині смуги частот — на широкосмугові і вибіркові (селективні).
За місцем використання ЗВ ділять на лабораторні та виробничі, які різко відрізняються за умовами експлуатації, за технічними і метрологічними характеристиками.